# Limnebius similis
Limnebius similis är en skalbaggsart som beskrevs av Thomas Vernon Wollaston 1865. Limnebius similis ingår i släktet Limnebius och familjen vattenbrynsbaggar. Inga underarter finns listade i Catalogue of Life.